# Guerra Armeno-Azeri
A Guerra Armeno-Azeri começou após a Revolução Russa e foi uma série de conflitos difíceis de classificar ocorridos em 1918 e depois de 1920 a 1922, durante o breve período de independência da Arménia e do Azerbaijão e algum tempo depois.
Pouco após a capitulação do Império Otomano, o Império Russo colapsou em Novembro de 1917 passando para o controlo dos bolcheviques. As três nações do Cáucaso, Arménia, Azerbaijão e Geórgia, anteriormente sob controlo russo, declararam a sua independência formando a Federação Transcaucasiana que se dissolveu após três curtos meses de existência.
Os confrontos entre a República Democrática da Arménia e a República Democrática do Azerbaijão estalaram de imediato, em três regiões específicas: Naquichevão, Zanguezur (hoje a província arménia de Siunique) e Carabaque. A Arménia e o Azerbaijão defendiam diferentes limitações fronteiriças nestas três províncias. Os arménios de Carabaque tentaram declarar a independência mas não conseguiram estabelecer contacto com a República da Arménia. Após a derrota do Império Otomano na Primeira Guerra Mundial, tropas britânicas  ocuparam a Transcaucásia em 1919, tendo o comando britânico nomeado provisoriamente Khosrov bey Sultanov (apontado pelo governo azeri) como governador-geral de Carabaque e Zanguezur, enquanto se aguardava que a decisão final emanasse da Conferência de Paz de Paris.